# Mastostethus rubricollis
Mastostethus rubricollis is een keversoort uit de familie halstandhaantjes (Megalopodidae). De wetenschappelijke naam van de soort werd in 1834 gepubliceerd door Auguste Chevrolat.